# Junior Kobon
Junior Kobon (Costa de Marfil, 21 de diciembre de 1997) es un futbolista marfileño. Se desempeña en posición de delantero y jugaba en el Engordany, antes de ser echado del club por patear con un fuerte golpe en la cabeza al jugador Richy Hurtado, en el partido contra el Atlètic d'Escaldes, el 25 de febrero de 2020.
Kobon cumplió 8 meses de prisión por la agresión.

## Clubes
| Club           | País     | Temporada   |
| -------------- | -------- | ----------- |
| Schott Mainz   | Alemania | 2014 - 2016 |
| Città Castello | Italia   | 2017        |
| Agnonese       | Italia   | 2017        |
| Scordia        | Italia   | 2018        |
| Ordino         | Andorra  | 2019        |
| Engordany      | Andorra  | 2020        |